# Neubrandt Ferenc
Neubrandt Ferenc (Pilisszentiván, 1936. január 19.– ) egyházzenész, karnagy, a Pilisszentiváni Vegyeskórus és a Pilisvörösvári Vegyeskar kórusvezetője.

## Élete
1936. január 19-én született Pilisszentivánon, német nemzetiségi családban, felmenői részben földművesek, részben paraszti iparosok voltak. Elemi iskolai tanulmányait a szülőfalujában végezte, tanárai – elsősorban Sziván János iskolaigazgató – hatására már diákként a zene és a kóruséneklés felé fordult az érdeklődése. Zenélni először harmonikán tanult, de már tizenévesen elkezdett orgonálni is, e hangszeren első tanítómestere Hollai Keresztély orgonaművész (akkoriban a terézvárosi templom orgonistája) volt.
Családja anyagi lehetőségei nem tették lehetővé, hogy komolyabb zenei tanulmányokat folytathasson, netán hivatásos zenésznek menjen, ezért kitanult egy „tisztes” polgári szakmát is – géplakatos lett. Első munkahelye 1951–től egy budapesti kisvállalat volt, ahol autóvillamossági szerelőként dolgozott, később, 1957 és 1960 között a pilisszentiváni szénbányánál helyezkedett el, ahol nemcsak fizikai munkát végzett, de kulturális programokat – főként színielőadásokat – is szervezett a bányászok számára és a bányászkórus vezetésében is részt vett. 1960-tól a Pest Megyei Műanyagipari Vállalat központi, solymári telephelyén dolgozott, közben elvégezve az általános gépipari technikumot is; végül üzemvezetőként ment nyugdíjba, 1992-ben.

## Zenei pályája

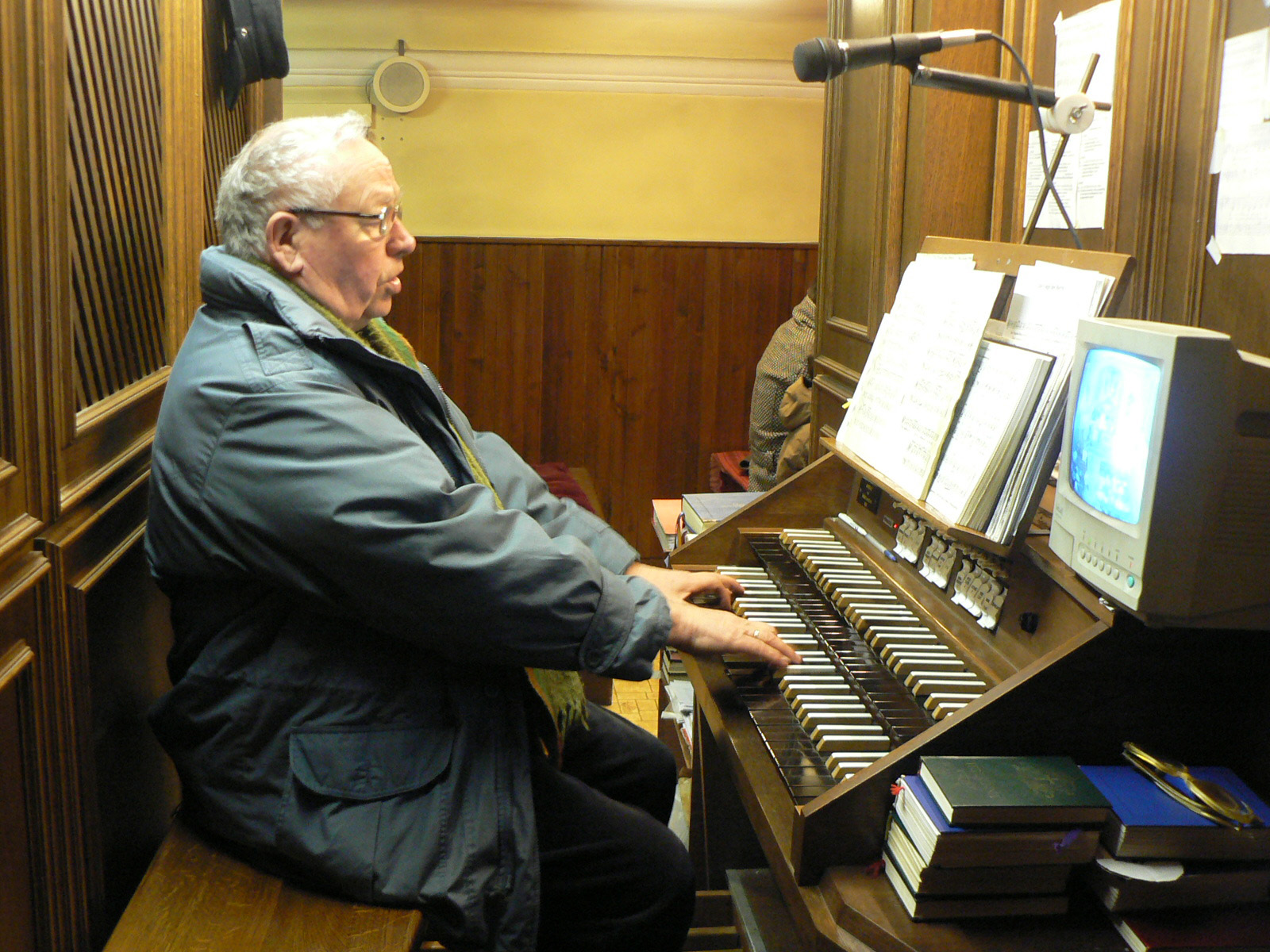
Orgonálás közben a pilisszentiváni templomban

Polgári állása mellett soha nem hagyott fel a zenéléssel és minden lehetőséget megragadott arra, hogy képezze magát zeneileg, egyúttal egyre közelebb került az egyházi szolgálathoz is. 1956-tól kezdett rendszeresen kántorként tevékenykedni a pilisszentiváni templomban, 1984-ig a hivatalban lévő kántor (saját apósa) helyetteseként, azóta pedig mint első számú kántor. E minőségében jelentős tevékenysége volt a csak szájhagyományban megőrződött pilisszentiváni sváb nyelvű egyházi énekek összegyűjtése és lekottázása, aminek a végeredménye egy német nyelvű énekes könyv lett, amit szinte egymaga állított össze, családtagjai segítségével. Részt vett egy ugyanilyen énekeskönyv szerkesztésében Solymáron is, ahol magát a zeneanyagot Kelemen Istvánné helyi lakos pedagógus, népzenekutató gyűjtötte össze.
1973 októberében saját kezdeményezéséből felnőtt kórust alakított szülőfalujában a feleségével közösen, Pilisszentiváni Vegyeskórus névvel. A kórusnak az alapításakor nyolc, az első fellépésekor, 1974. március 8-án már huszonöt tagja volt, és azóta is megszakítás nélkül működik. [A kórus elnevezésében az 1970-80-as években néhány éven keresztül a Hazafias Népfront neve is szerepelt.] Már az első karnagyi éveiben elvégezte a kórusvezető-képzést, a Magyarországi Németek Országos Szövetsége támogatásával, majd háromszor is részt vett, ugyancsak a szövetség szervezésében karnagyi továbbképzéseken.
Amikor 1996-ban a Magyarországi Németek Országos Szövetsége megalakította az ének-zenei és táncos szekcióján belül az egyházzenei szekciót, ennek ő lett az országos elnöke. E tisztséget jelenleg is viseli, e minőségében számos egyházzenei fesztivál, illetve kórustalálkozó szervezője vagy főszervezője volt. Részben pilisszentiváni kórusa révén, illetve tevékeny közreműködésükkel született meg Pilisszentiván és a nyugat-németországi Marktleugast partnerkapcsolata is, még 1988-ban, amely az egyik legelső olyan hivatalos testvértelepülési partnerség volt, amit egy, a kelet-európai blokkhoz tartozó, városi ranggal nem rendelkező település kötött „nyugati” településsel. Pilisszentiváni kórusa, valamint az 1989-ben alakult, és 1990 óta ugyancsak általa vezetett pilisvörösvári vegyeskar az elmúlt évtizedekben több németországi és ausztriai énekkarral létesített cserekapcsolatokat.

## Művei
- Katholisches Gebet- und Gesangbuch: eine Sammlung von Gebeten und Kirchengesängen für katholische Christen in Schaumar/Solymár aufgrund der Liturgiereform (2005, Solymár - szerkesztőként)[2]

## Díjai, elismerései
1995. december 27-én, 60 évesen elnyerte Pilisszentiván díszpolgári címét, 2004-ben pedig, az országos német önkormányzati szövetség egyházzenei szekciójának vezetőjeként, a magyarországi német önkormányzatok országos gáláján a hazai németség legmagasabb elismerésének számító Ehrennadel in Gold für Ungarndeutschtum kitüntetést. 2007 októberében, a bonyhádi országos kórusfesztiválon elnyerte – feleségével együtt – a budapesti Operaház egykori főzeneigazgatójáról, Stefan Kernerről elnevezett díjat is, amit a magyarországi németek ének-zenei kultúrájának őrzése és ápolása terén kimagasló teljesítményt nyújtó személyek elismerésére alapítottak.
Pilisszentiváni kórusa először 1976-ban ért el minősítést, amikor az ezüst koszorú fokozatot nyerte el, majd 1980-ban megszerezte az arany koszorú fokozatot is. 1985-ben, majd azóta többször is elnyerte a fesztiválkórus címet, 2001-ben pedig a német nemzetiségi minősítő hangversenyen elnyerhető legmagasabb elismerést, az Arany Rozmaring díjat nyerték el.